# Olovo(II) sulfat
Olovo(II) sulfat (PbSO4) je bela kristalna materija. On je takože poznat mlečno belo, olovna so sumporne kiseline ili anglezit.
On je često prisutan na pločama/elektrodama automobilskih baterija, jer se formira ka se baterija prazni (kad se baterija puni onda se olovo sulfat transformiše nazad u metalno olovo i sumpornu kiselinu na negativnom kraju ili olovo dioksid i sumpornu kiselinu na pozitivnom kraju). Olovo sulfat je slabo rastvoran u vodi.

## Proizvodnja
Olovo(II) sulfat se priprema tretiranjem olovo oksida, hidroksida ili karbonata sa vrućom sumpornom kiselinom, ili tretiranjem rastvorene olovne soli sa sumpornom kiselinom.
Alternativno, on se može formirati interakcijom rastvora olovo nitrata i natrijum sulfata.

## Spoljašnje veze
- Архивирано на веб-сајту  (5. јун 2009)
- Архивирано на веб-сајту  (5. октобар 1999)